# شجرة النور الزكية في طبقات المالكية
شجرة النور الزكية في طبقات المالكية كتاب من تأليف محمد مخلوف، وهو مقسم إلى قسمين:
 أولهما وأكبرهما حجماً مخصص للمحدثين عموماً، وخصوصاً للمالكية؛ ونجد في هذا القسم النبي والصحابة والتابعين ومالك ابن أنس ومعاصريه. ويصل تقسيم الطبقات إلى سبع وعشرين طبقة، مدة كل منها خمسة وأربعون عاماً تقريباً. ولم يهمل المؤلف التوزيع الجغرافي. فهو يترجم بالتتالي لفقهاء الحجاز، والعراق، ومصر، وإفريقيا والأندلس المشهورين.
أما القسم الثاني فقد خصصه لأمراء إفريقيا.
الطبقة الأولى: النبي .
الطبقة الثانية: الصحابة  .
الطبقـة الثالثـة: التابعون في المغرب العربي (فترة تولي حسان بن النعمان).
الطبقة الرابعة: فترة تولي محمد بن الأشعث، الذي انتشرت في عهده المالكية في المغرب العربي ... إلخ.
وعدد الطبقات في القسم الثاني سبع وعشرون أيضاً. وبذلك يتعانق الزمان والمكان في القسمين سعياً إلى هدف واحد هو متابعة الحديث الصحيح.
1. ↑  وصلة مرجع: https://icn.com/en-jo/product/muhammad-makhloufs-the-pure-tree-of-light-a-comprehensive-study-of-maliki-scholars-generations-1055QoNPJ.
2. ↑  وصلة مرجع: https://viaf.org/en/viaf/97037787.
3. ↑  وصلة مرجع: https://shamela.ws/book/7669.
4. ↑  وصلة مرجع: https://archive.org/details/chajarat-annour/chajarat-nour-01/.